# 泉州公交K201路
泉州公交K201路是中华人民共和国泉州市境内的一条公共交通线路，原名206路，全程29.2公里。起讫点为客运中心站至南安客运中心站，运营时间为客运中心站 6:30-20:00；南安客运中心站 6:30-20:00

## 历史
- 2008年7月，市政公用事业局批准泉州第二公交的206（现K201路）开通申请[2]
- 但受沿线南安-新车站客运专线的阻挠，第二公交未能如期于当年开通该线
- 2012年11月，泉州市物价局批复该线票价[3]
- 2012年12月1日，206（现K201路）正式开通运营[4]，同日，原有客运班车停运改造。使用车辆为24部申龙SLK6905UF53型柴油空调公交车
- 2013年6月，因206路客流持续增长，206路接手并增加自204（现K601路）等线路调拨的8部福达FZ6890UF3G3型柴油空调公交车
- 2014年2月25日，该线某乘客因与当班司机发生争执，抢夺该车方向盘，造成车辆冲出路外，该车车身身部分受损[5]
- 2014年4月15日，南安客运北站发生窃油事件。造成当日该线4部驻场车辆无法发车
- 2015年3月1日，应泉州市交通委关于《环泉州湾公交规划》的要求，第二公交将206路更名为K201路[6]
- 2017年1月9日，因南安客运北站停靠位置纠纷，K201路全线车辆于南安客运北站停运，造成运营中断，当天15时左右恢复正常运营[7]
- 2018年1月19日，因《泉州交发集团所属企业整合重组方案》印发实施[8]，K201路自第二公交划入公交发展（公交集团前身）运营
- 2018年6月，K201路更换16部XMQ6802AGBEVL2型空调电动巴士，并退下8部FZ6890UF3G3至K901路
- 2019年1月1日，K201路接手并更换自K207路退下的10部XMQ6802AGBEVL2，并退下24部SLK6905UF53
- 2020年1月27日，为配合南安市交通局关于新型冠状病毒肺炎防控要求。K201路自当日0:00起暂停运行至2月16日。[9][10]
- 2020年2月17日，K201路自该日起恢复运营。[11]
- 2020年3月8日，受欣佳酒店倒塌事故影响，K201路临时取消途经上村路口、公交停靠站。改为途经常泰路、江南大街至四黄后原线行驶。后于3月17日起恢复原线行驶。
- 2021年5月12日，因南安客运北站无法继续提供停车条件。K201路自该日起取消途径南金路、南安客运北站。改为途径溪美大桥、河滨北路至南安客运中心站始发终到。运营时间、票价不变。[12][13]
- 2021年5月30日，受当日强降雨影响，南环路经贸学院路段出现积水无法通行。受此影响K201路当日取消途径南环路经贸学院至四黄等站点，次日恢复。[14]
- 2021年9月15日，应南安市交通运输局《关于全市客运班线和公交线路暂停运营的通告》的要求。K201路自当日18:00起暂停运营至10月5日。[15]
- 2021年10月6日，K201路自该日起恢复运营。[16]
- 2021年10月13日，因泉州大桥加固施工封闭半幅车道，K201路往南安客运中心站方向临时取消途径泉州汽车站西门、泉州大桥。改为途径义全街、顺济新桥至南迎宾大道原线行驶，其余不变。[17]
- 2022年1月11日，泉州大桥恢复双向通车，K201路自该日起取消途径义全街、顺济新桥，双向恢复途径泉州汽车站西门、泉州大桥。[18]
- 2022年2月13日，自该日起K201路双向增停中骏四季康城、帽山路口、柳东、南安工商银行、电信大厦等站。运营时间、票价不变。[19]
- 2022年3月14日，受客运中心站划为疫情封控区影响，K201路自该日起暂停运营至4月18日。[20][21]
- 2022年4月19日，K201路恢复运营。[22]
- 2023年8月1日，自该日起K201路双向末班延时至20:00发车。
- 2023年9月25日，自该日起K201路双向增停刺桐路口、浦西路口、温陵路南段、火炬工业区路口、大霞美、象山居委会等站。[23]
- 2024年10月31日，因南环高架桥施工，自该日起K201路往南安客运中心站方向临时取消停靠泉州经贸学院站。

## 站点
| 路线 | 路线 | 路线 | 所在地区、街道 | 所在地区、街道        | 站点名             | 备注                        |
| ---- | ---- | ---- | -------------- | --------------------- | ------------------ | --------------------------- |
|      |      |      | 丰泽区         | 泉秀街                | 客运中心站         | 起讫点                      |
|      |      |      | 丰泽区         | 泉秀街                | 客运中心站南门     |                             |
|      |      |      | 丰泽区         | 泉秀街                | 刺桐路口           |                             |
|      |      |      | 丰泽区         | 泉秀街                | 浦西路口           |                             |
|      |      |      | 丰泽区         | 泉秀街                | 泉秀街西段         | 原名 泉州汽车站北门         |
|      |      |      | 丰泽区         | 温陵南路              | 温陵路南段         | 原名 中医院、泉州汽车站西门 |
|      |      |      | 鲤城区         | 南环路                | 火炬工业区路口     |                             |
|      |      |      | 鲤城区         | 南环路                | 乌石路口           |                             |
|      |      |      | 鲤城区         | 南环路                | 洋仕村口           | 市中医院东                  |
|      |      |      | 鲤城区         | 南环路                | 泉州经贸学院       | ↑                           |
|      |      |      | 鲤城区         | 南环路                | 鲤城教育基地       |                             |
|      |      |      | 鲤城区         | 南环路                | 上村路口           | 分段点                      |
|      |      |      | 鲤城区         | 南环路                | 上村社区           | 原名 公交停靠点             |
|      |      |      | 南安市         | 南环路                | 中骏四季康城       |                             |
|      |      |      | 南安市         | X324 （原 S308）      | 四黄               |                             |
|      |      |      | 南安市         | X324 （原 S308）      | 大霞美             |                             |
|      |      |      | 南安市         | X324 （原 S308）      | 霞美镇政府路口     | 山美村口                    |
|      |      |      | 南安市         | X324 （原 S308）      | 交警支队霞美考试场 |                             |
|      |      |      | 南安市         | X324 （原 S308）      | 南安东山           | 原名 东山                   |
|      |      |      | 南安市         | X324 （原 S308）      | 象山居委会         |                             |
|      |      |      | 南安市         | 成功街                | 董埔               |                             |
|      |      |      | 南安市         | 成功街                | 井园               |                             |
|      |      |      | 南安市         | 成功街                | 帽山               |                             |
|      |      |      | 南安市         | 成功街                | 帽山路口           |                             |
|      |      |      | 南安市         | 成功街                | 南安职专           | 分段点                      |
|      |      |      | 南安市         | 成功街                | 柳东东站           |                             |
|      |      |      | 南安市         | 成功街                | 柳东               |                             |
|      |      |      | 南安市         | 成功街                | 邮电新村           |                             |
|      |      |      | 南安市         | 成功街                | 工商银行（↓）      | 电信大厦（↑）               |
|      |      |      | 南安市         | 成功街                | 南安旧公交公司     | 原名 南安汽车站             |
|      |      |      | 南安市         | 江北大道              | 江滨小区           |                             |
|      |      |      | 南安市         | 河滨北路 （ 358国道） | 南安客运中心站     | 起讫点                      |

## 票价
K201路为分段计价，全程¥5.0。其中：
- 客运中心站至上村路口：2元/人
- 上村路口至南安职专：2元/人
- 南安职专至南安客运中心站：1元/人
- 泉通卡普通卡9折，月票卡优惠无效、敬老卡、爱心卡有效
- 可使用泉城通APP或支付宝、云闪付、微信乘车码支付

## 配车
K201路配车数总计26部，其中：
- 大金龙XMQ6802AGBEVL2 26部

- 福达FZ6890UF3G3
（2013.6 - 2018.6）
- 申龙SLK6905UF53
（2012.12 - 2018.12）
- 大金龙XMQ6802AGBEVL2
（2018.6 - ）

## 相关
- 泉州公交线路列表